# 트레이닝브라

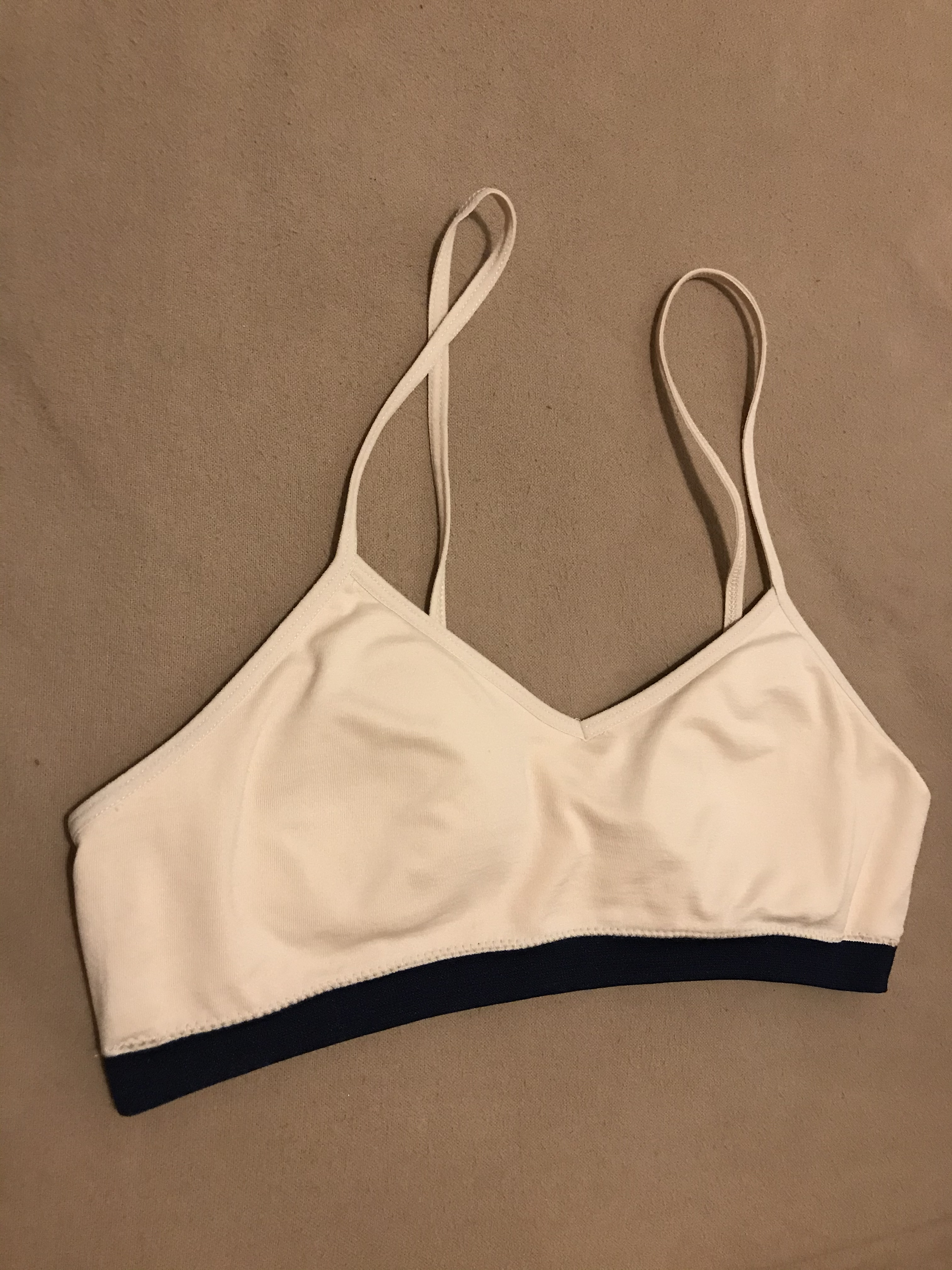
베틀의 열매 사의 트레이닝 브래지어

트레이닝브라(영어: Training bra)는 태너 II 및 태너 III에서 가슴 발달이 시작된 여자 아이들을 위해 디자인된 경량 브래지어이다. 트레이닝 브래지어는 일반적인 크기의 브래지어가 들어갈 만큼 아직 가슴이 크지 않은 사춘기에 착용하도록 되어 있다.
트레이닝브라는 보통 가벼운 소재로 만들어진다. 안감이 없으며 부드럽고 탄력 있는 브라 밴드와 부드러운 브라 컵이 특징이다. 일부 사람들은 구조가 비슷한 스포츠브라를 첫 번째 브래지어로 착용하기 시작했다.

## 같이 보기
- 브라렛